# Pertusaria pseudoparotica
Pertusaria pseudoparotica är en lavart som beskrevs av Sipman. Pertusaria pseudoparotica ingår i släktet Pertusaria och familjen Pertusariaceae.   Inga underarter finns listade i Catalogue of Life.